# Ramaya
Ramaya è un singolo del cantante mozambicano Afric Simone del 1975.

## Composizione
Ramaya è un brano ballabile, allegro e con un ritmo tribale e influenze disco.
Il testo, in swahili, è dedicato a un'omonima ragazza africana amata dall'artista.
Alla fine di ogni strofa, Simone si congeda con un augurio di buona fortuna (fidjuballa).

## Testo
A dìng dìng dìng ah ah ah
A dìng dìng ahahhahhh Ramàya
Ramàya
Bokùcu Ramàya
Abàntu Ramàya
Mirànda tùmbala
Ho ho ho
Ramàya
Bokùcu Ramàya
Abàntu Ramàya
Bitumbalà
Arìcki brrr mutuàna gipelilè (La la la la la la)
Arìcki brrr kekwàna gipelilè (La la la la la la)
Tùmbala tumbàla màronga (La la la la la la)
Arìcki brrr tatàna bìtonga (La la la la la la)
Hey jambòchi bàra barà
Hey jambòchi bàra barà
Mulungatì, chilungatì
Hey chirà bà bà
Ramàya
Bokùcu Ramàya
Abàntu Ramàya
Mirànda tùmbala
Ho ho ho
Ramàya
Bokùcu Ramàya
Abàntu Ramàya
Bitumbalà
Arìcki brrr mutuàna gipelilè (La la la la la la)
Arìcki brrr kekwàna gipelilè (La la la la la la)
Tùmbala tumbàla màronga (La la la la la la)
Arìcki brrr tatàna bìtonga (La la la la la la)
Hey jambòchi bàra barà
Hey jambòchi bàra barà
Mulungatì, chilungatì
Hey chirà bà bà
Ramàya
Bokùcu Ramàya
Abàntu Ramàya
Mirànda tùmbala
Ho ho ho
Ramàya
Bokùcu Ramàya
Abàntu Ramàya
Bitumbalà
Hey jambòchi bàra barà
Hey jambòchi bàra barà
Mulungatì, chilungatì
Hey chirà bà bà
Ramàya
Bokùcu Ramàya
Abàntu Ramàya
Mirànda tùmbala
Ho ho ho
Ramàya
Bokùcu Ramàya
Abàntu Ramàya
Bitumbalà

## Pubblicazione
La canzone venne pubblicata su singolo nel 1975 e nell'omonimo album l'anno seguente. 
Ramaya riscosse un notevole successo tra il 1975 e il 1976. La canzone venne presentata nei programmi televisivi della Rai: durante le sue esibizioni, l'artista si esibiva in una serie di numeri acrobatici, ad esempio afferrando una sedia con i denti per poi salirci sopra con un salto. Negli anni novanta, l'artista riproporrà la canzone durante una puntata di Quelli che... il calcio.

## Nella cultura di massa
Ramaya è stata citata nella canzone di Elio e le Storie Tese Pipppero® (1992). In quest'ultima, il cantante afferma di poter offrire al governo bulgaro canzoni molto migliori della traccia di Simone.

## Cover
Tra gli artisti che hanno inciso delle cover di Ramaya vi sono Gigi D'Agostino (2006), la cui versione venne da lui utilizzata come sigla finale del suo programma radiofonico Il cammino di Gigi D'Agostino, trasmesso su m2o, e Laura Pausini, che l'ha inserita con l'inedito brano Laura 1976 Ramaya nella propria raccolta del 2013 20 - The Greatest Hits.